# Calijah Kancey
Calijah Demetrius Kancey (Miami, Florida; 1 de marzo de 2001) más conocido como Calijah Kancey, es un jugador profesional estadounidense de fútbol americano, se desempeña en la posición de defensive tackle en Tampa Bay Buccaneers, en la National Football League (NFL).

## Carrera
Hizo su debut profesional con el equipo Tampa Bay Buccaneers, lleva jugando una temporada, comenzó en el 2023.